# Federazione di rugby a 15 del Brunei
La Federazione Rugby XV del Brunei è l'organo che governa il Rugby a 15 nel Brunei.